# Chiesa di San Lorenzo Martire (Varmo)
La chiesa di San Lorenzo Martire, a volte indicata come pieve, è la parrocchiale di Varmo, in provincia ed arcidiocesi di Udine; fa parte della forania del Medio Friuli.

## Storia
Si sa che a Varmo esisteva già nel XII secolo una chiesa. Questo edificio, ampliato o riedificato nel XV secolo, fu demolito intorno alla metà dell'Ottocento. 
L'attuale parrocchiale venne ricostruita, infatti, nel 1852 e consacrata il 30 settembre 1860.

## Descrizione

### Esterno
La facciata a capanna della chiesa, rivolta a levante, è suddivisa in due registri; quello inferiore, tripartito da quattro lesene tuscaniche, presenta al centro il portale d'ingresso, mentre quello superiore è caratterizzato dalla scritta "DOM / IN HON. S. LAURENTII MAR. / MDCCCLX".
Il campanile a base quadrata, posto dietro la chiesa, venne costruito tra il 1774 e il 1785.

### Interno e campanile
La chiesa è riccamente decorata anche grazie al mecenatismo dei Di Varmo, importante famiglia friulana. Di assoluto rilievo, per la chiesa e per il territorio, è il trittico (olio su tela) dipinto da Giovanni Antonio de' Sacchis detto "Il Pordenone", completato nel 1529 dopo ben tre anni dal rogito con cui era stato assegnato il lavoro (5 aprile 1526): vi sono raffigurati la Madonna in trono col Bambino e i Santi Michele Arcangelo, Antonio Abate, Lorenzo e Giacomo.
Importanti sono anche le altre pale sugli altari laterali:
- a sinistra, una Madonna col Bambino e santi, realizzata nel 1542 dal sanvitese Pomponio Amalteo (genero del Pordenone), su incarico della locale confraternita della “Madonna dell’altare”[4].;
- a destra, una Trasfigurazione dipinta da Francesco Floreani nel 1584[5].

Molto interessante è anche il fonte battesimale del 1541, che riporta lo stemma dei Di Varmo.
Il soffitto della navata presenta affreschi di Rocco Pittaco dipinti nel 1862 in appena dodici giorni di lavori. In passato tali opere sono state attribuite a Domenico Fabris di Osoppo..

## Galleria d'immagini

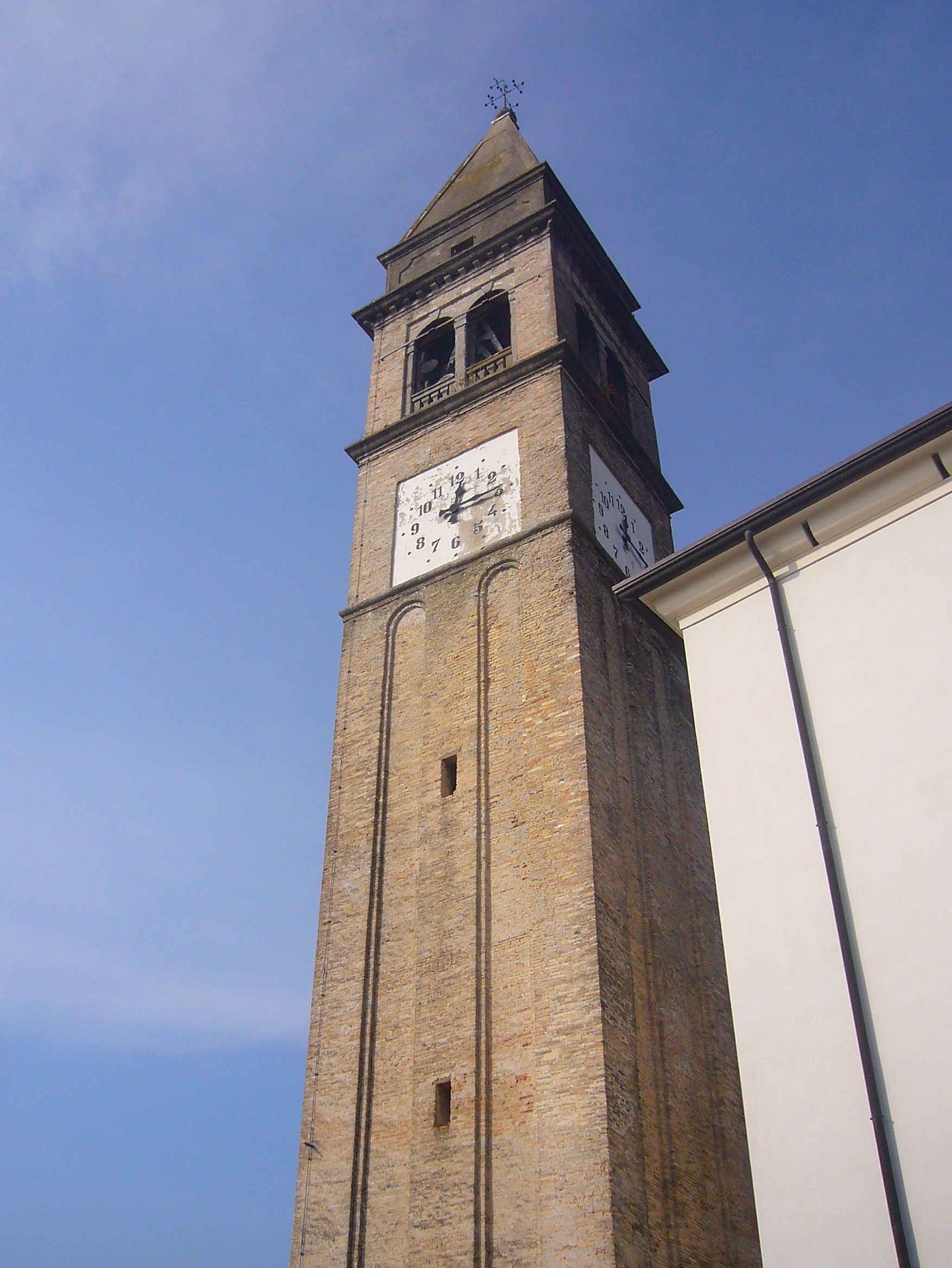
Il campanile di stile veneziano
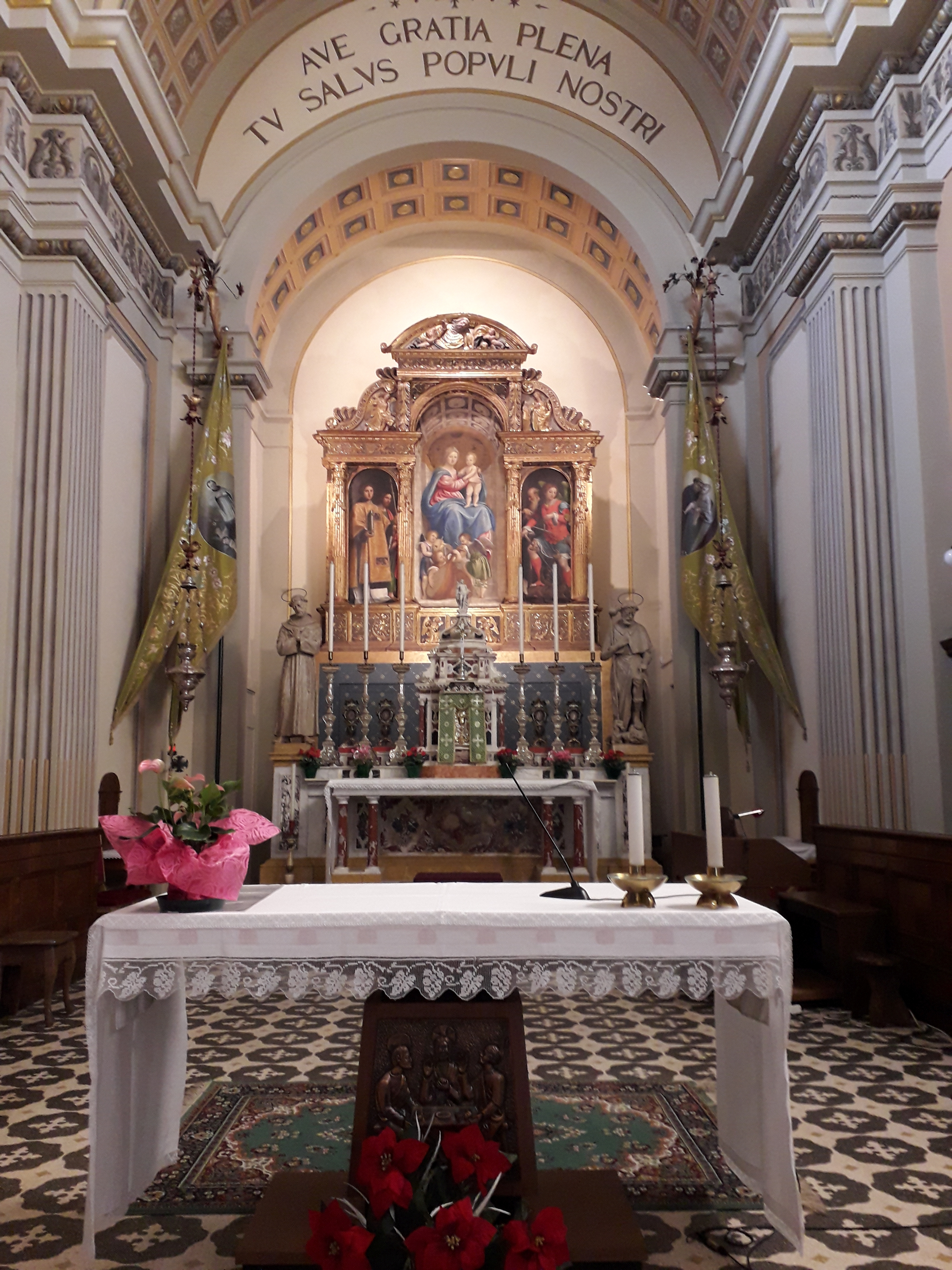
Il presbiterio
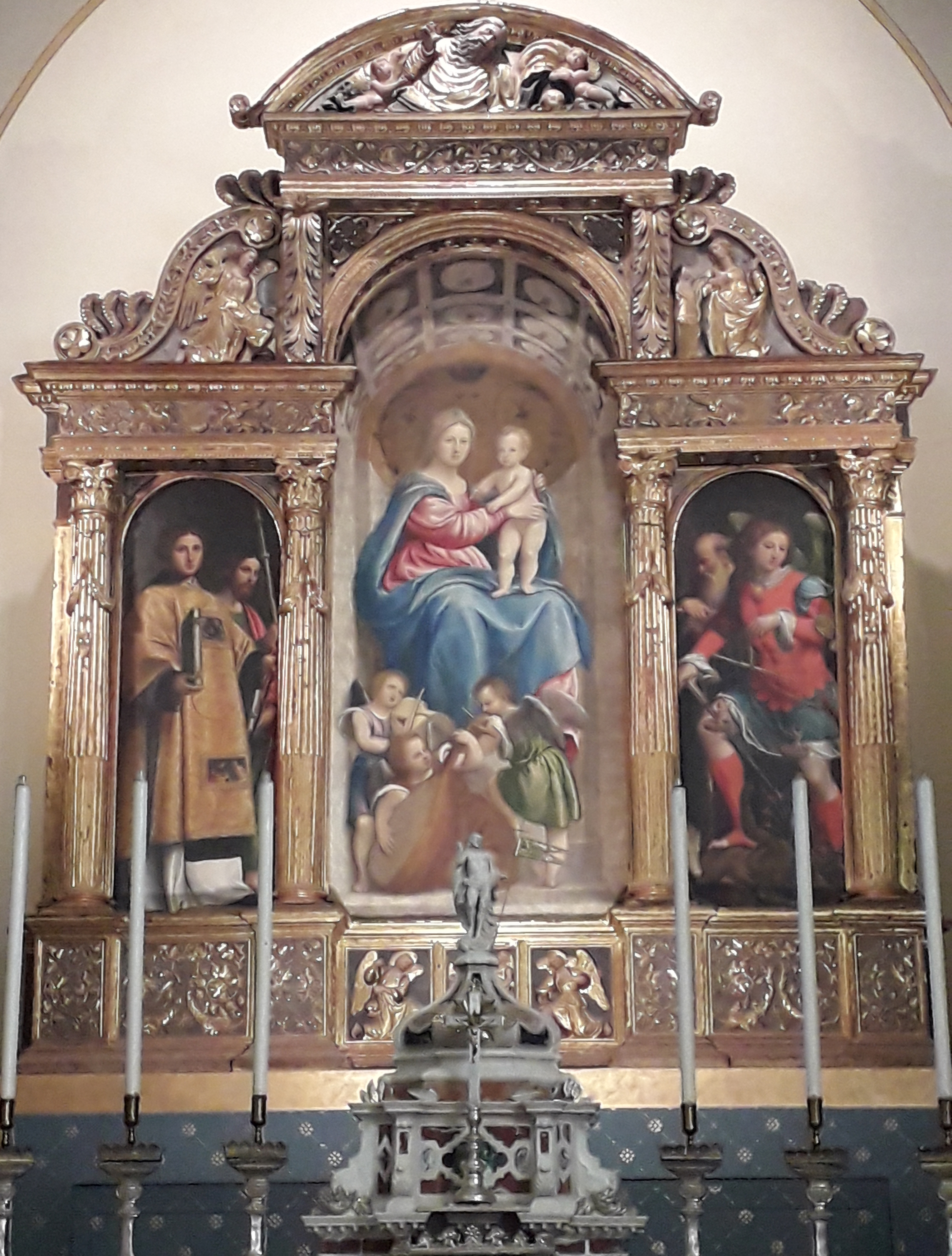
Trittico del Pordenone
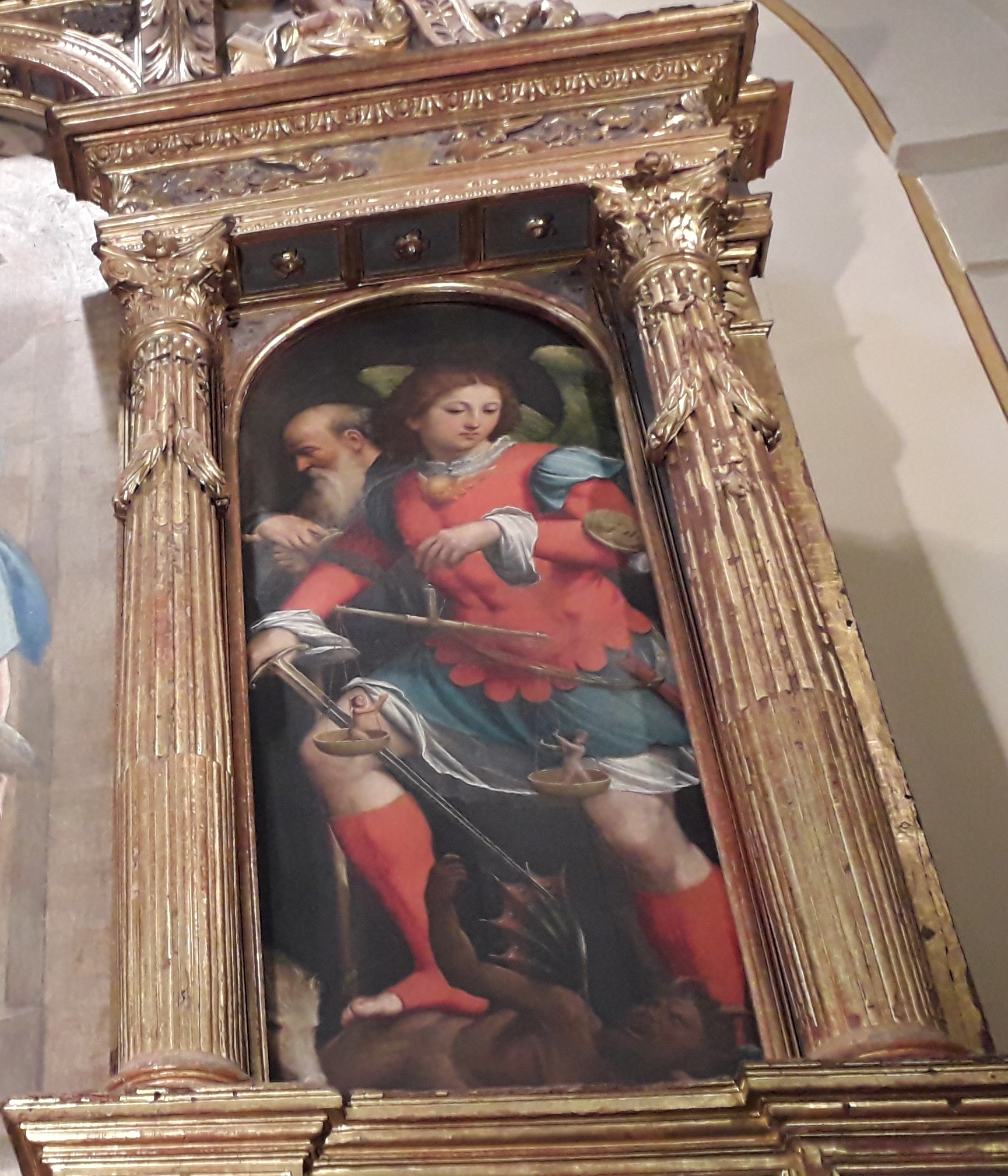
Trittico del Pordenone - S.Michele Arcangelo
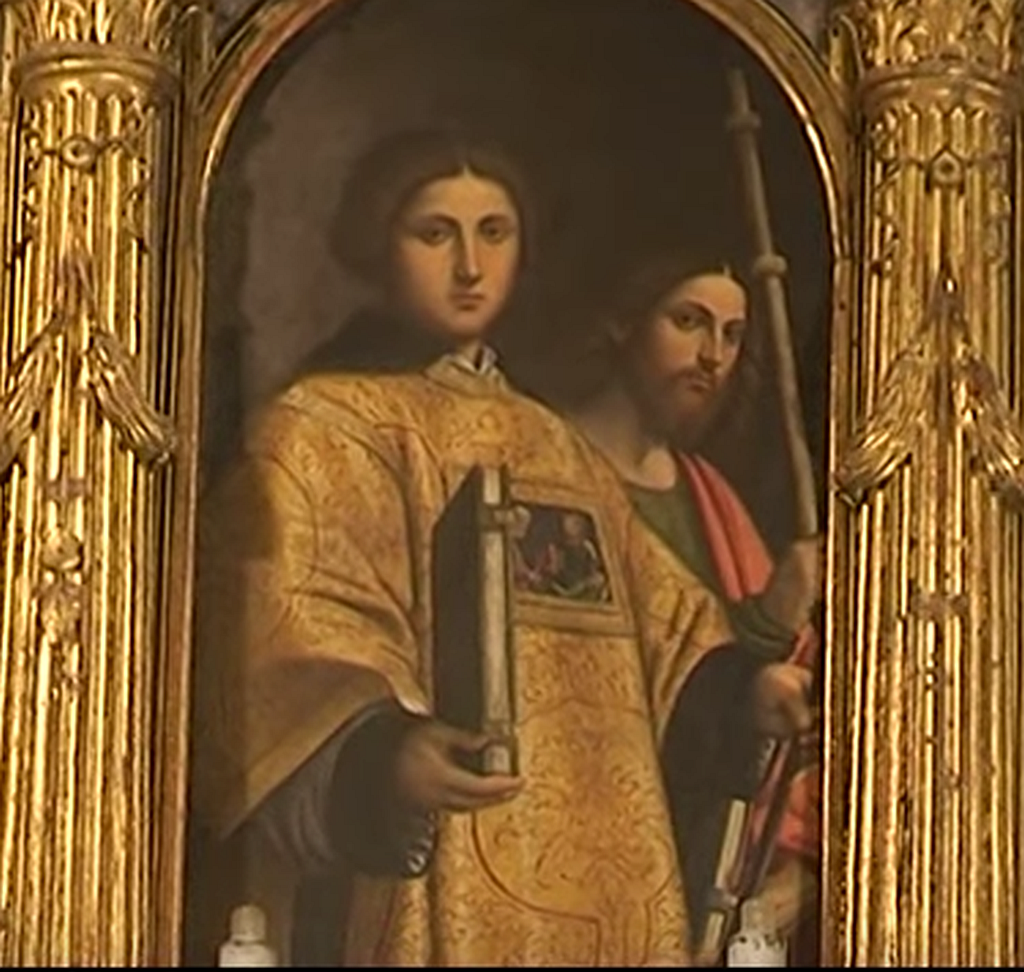
Trittico del Pordenone - S.Lorenzo. Il libro del vangelo che porge allo spettatore sembra uscire dal quadro
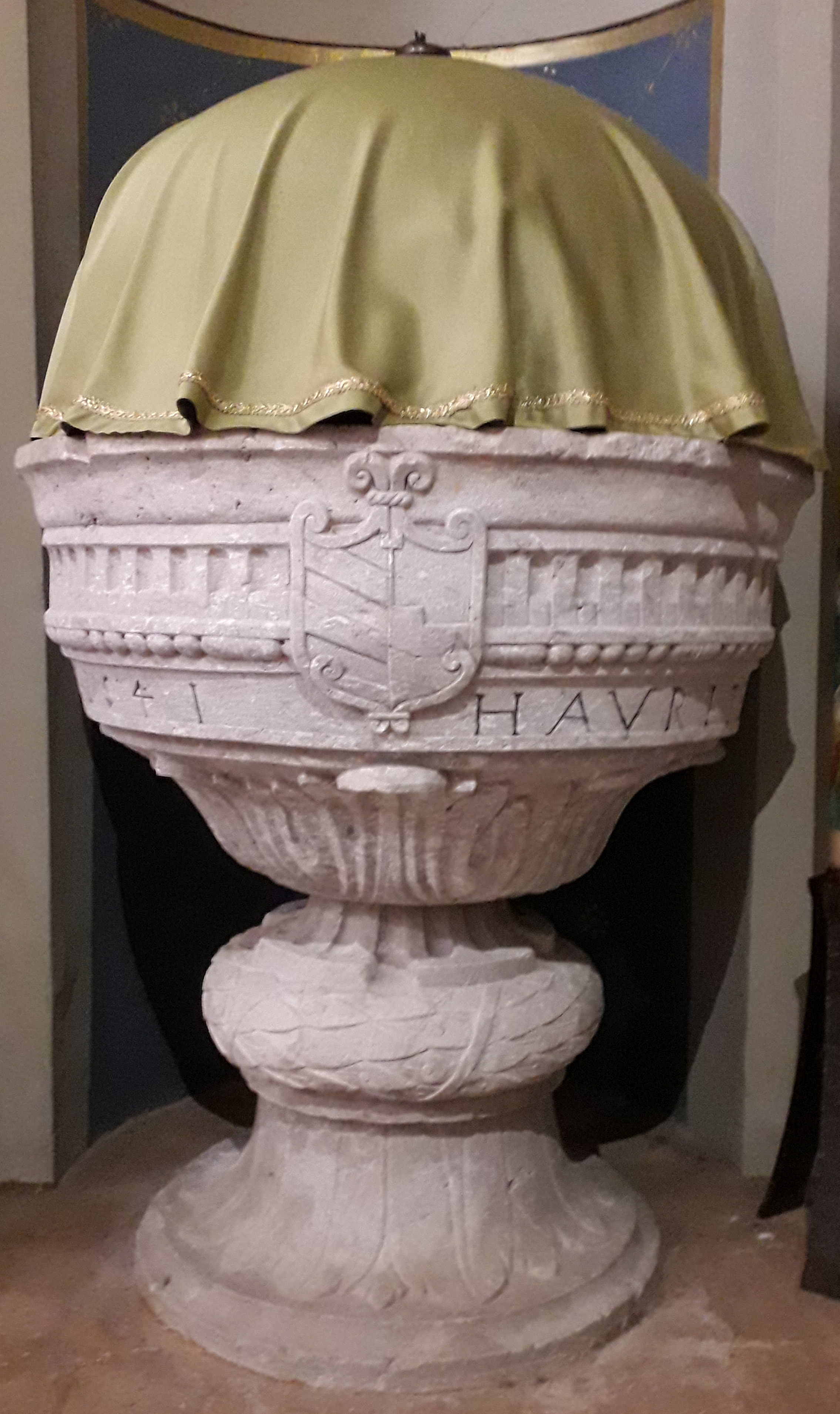
Fonte battesimale del 1541 con lo stemma dei Di Varmo